# Hendrik Timmer
Hendrik "Henk" Timmer (Utrecht, 8 de fevereiro de 1904 — Bilthoven, 13 de novembro de 1998) foi um tenista holandês. Medalhista olímpico de bronze em duplas mistas, com Kornelia Bouman.
Timmer também foi um multi-esportista, campeão holandês no Golfe e Squash, e ainda jogou Badminton e Hóquei sobre grama.